# Donát
Donát est un prénom hongrois masculin.

## Étymologie
Du latin Donatus « donné (par Dieu) ».

## Équivalents
- Donato italien, espagnol, portugais